# Mainzi Egyetem
A Mainzi Egyetem (németül Johannes Gutenberg-Universität Mainz, a JGU) egy németországi egyetem Rajna-vidék-Pfalz fővárosában, Mainzban, körülbelül 33 ezer hallgatóval, 150 intézettel és kórházzal, Németország tíz legnagyobb egyetemének egyike. 2005. január elsejétől tizenegy tematikus területre oszlik. Nevét Johannes Gutenbergről kapta, aki a városban élt és dolgozott.

## Karok
2010 szeptemberétől tíz részlege:
1. Teológiai, katolikus és protestáns
2. Társadalomtudományi, média és sport
3. Jogi és közgazdasági
4. Orvosi
5. Filozófiai és filológiai
6. Nyelvi-kultúra
7. Történelmi-kultúra
8. Matematikatudományi, fizika és informatika
9. Kémiatudományi, gyógyszerészet és földtan
10. Biológiai